# Molly Rankin (Sängerin)
Molly Rankin (* 27. Juli 1987 in Nova Scotia) ist eine kanadische Musikerin. Sie ist Sängerin der Indie-Popband Alvvays.

## Leben
Rankin wuchs als Tochter des Musikers John Morris Rankin († 2000) in der kanadischen Provinz Nova Scotia auf. Als Kind lernte sie Geige zu spielen, jedoch verneint sie, durch ihren familiären Hintergrund Musikerin geworden zu sein, vielmehr wollte sie Tierärztin werden.

## Wirken
Rankin war zunächst als Sängerin der Band Two Hours Traffic aktiv und sang auf deren Album Territory von 2009. Im Jahr 2010 erschien ihre Solo-EP „She“.
Sie ist Mitbegründerin der kanadischen Rockband Alvvays, mit welcher sie bis dato drei Studioalben veröffentlichte. Der Sound der Band wird derweilen als Fuzzpop, Dreampop und Surfpop bezeichnet. Daneben war sie als Sängerin auch an Produktionen anderer Bands beteiligt; so sang sie auf dem Album Reminisce der kanadischen Band Etiquette den Titel Attention Seeker und auf dem Album Love von Taylor Knox die Harmonien. An dem Album The Great Scam von Admiral Freebee war sie als Backgroundsängerin beteiligt.

## Diskografie
- 2010: She EP